# Yuko Emoto
Yuko Emoto (jap. 恵本裕子 Emoto Yuko; * 23. Dezember 1972 in Asahikawa) ist eine ehemalige japanische Judoka. Sie war 1996 Olympiasiegerin im Halbmittelgewicht, der Gewichtsklasse bis 61 Kilogramm.
Die 1,61 m große Yuko Emoto belegte 1993 den dritten Platz bei den Asienmeisterschaften. Bei den Asienspielen 1994 erreichte sie das Finale und gewann die Silbermedaille hinter der Südkoreanerin Jung Sung-sook. In ihrem einzigen Kampf bei den Weltmeisterschaften 1995 gegen die Tschechin Michaela Vernerová schied sie bereits nach elf Sekunden aus. Anderthalb Monate später gewann sie wie 1993 eine Bronzemedaille bei den Asienmeisterschaften.
Bei den Olympischen Spielen 1996 in Atlanta besiegte sie in ihrem ersten Kampf die Russin Tatjana Bogomjagkowa durch waza-ari (Große Wertung). Im Achtelfinale gewann sie gegen die Französin Catherine Fleury-Vachon durch yusei-gachi (Kampfrichterentscheid). Das Viertelfinale gegen die Israelin Yael Arad entschied Emoto durch waza-ari für sich, im Halbfinale gegen Jennifer Gal aus den Niederlanden reichte eine koka-Wertung. Nur das Finale gegen die Belgierin Gella Vandecaveye gewann Emoto durch Ippon, nach 3:05 Minuten war Yuko Emoto Olympiasiegerin.
1997 belegte Yuko Emoto zum Abschluss ihrer internationalen Karriere den zweiten Platz bei den Südasienspielen, nach dem sie im Finale gegen Jung Sung-sook verloren hatte.